# Romano Guardini
Romano Guardini (Verona, 17 febbraio 1885 – Monaco di Baviera, 1º ottobre 1968) è stato un presbitero, teologo e scrittore italiano naturalizzato tedesco, di religione cattolica.

## Biografia

### L'infanzia
Nacque a Verona nel 1885, figlio di un commerciante, ma già nel 1886 la famiglia si trasferì a Magonza  proprio a causa del lavoro del padre. Romano vive lì la sua infanzia e la sua adolescenza insieme ai tre fratelli Gino, Mario e Aleardo. Anche se la sua formazione sarà sostanzialmente tedesca, l'influenza della famiglia italiana, soprattutto quella della madre, farà comunque parte del suo bagaglio personale.
Del padre dice:
(H. B. Gerl, Romano Guardini. La vita e l’opera, Morcelliana, Brescia 1988, p. 20)
Uno dei meriti del padre è sicuramente quello di aver comunicato al figlio l’interesse per Dante Alighieri, una figura che diventa importante nella sua vita: diversi sono gli studi che egli compie sul poeta italiano.
L’attività del padre, ereditata dal nonno, consente alla famiglia di vivere nel benessere e influenza anche l’aspirazione dei figli: i fratelli di Romano seguono le orme del padre e lui stesso eredita delle capacità gestionali non indifferenti.

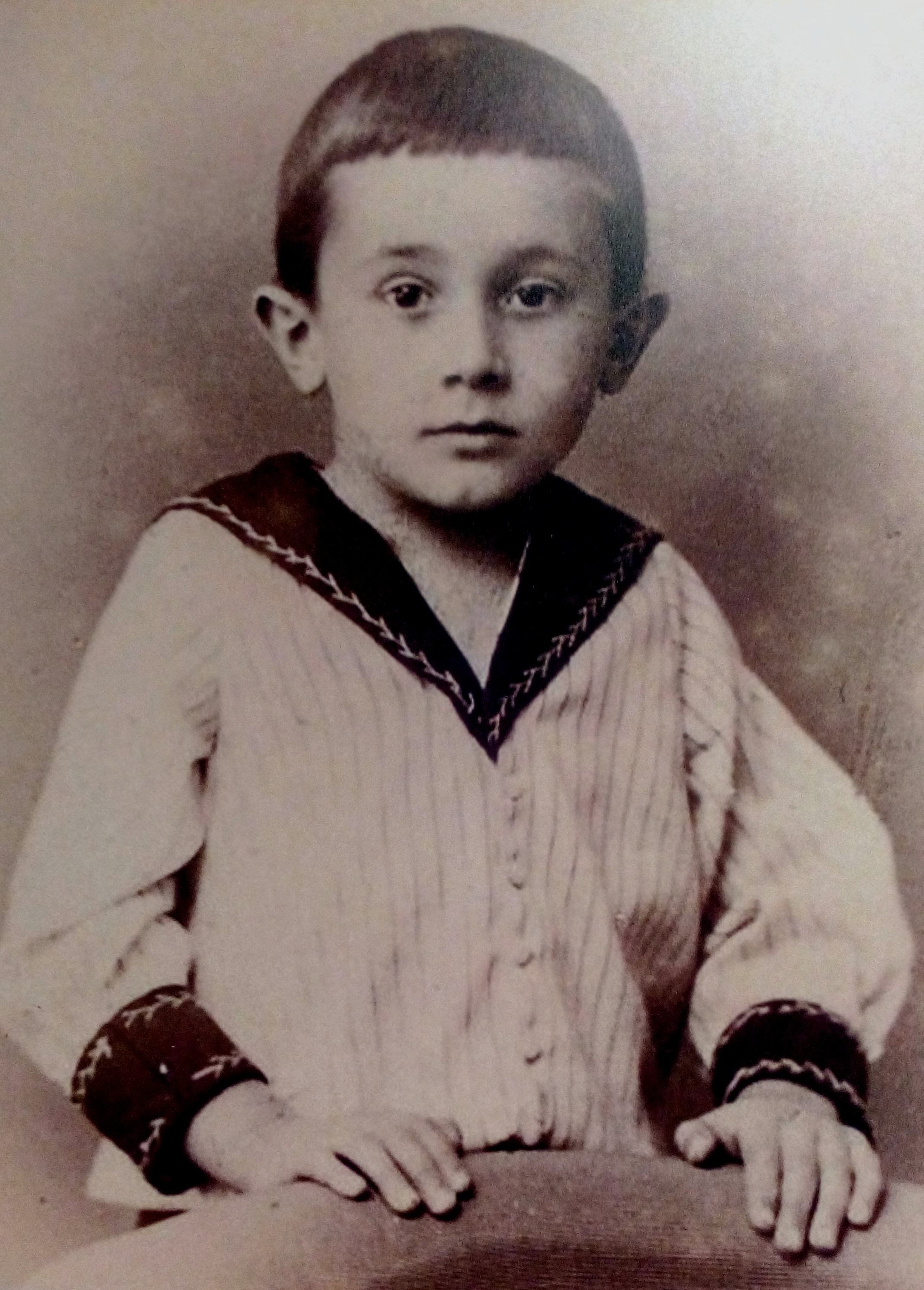
Romano Guardini da bambino

Particolare è anche il rapporto con la madre, nettamente a favore dell’appartenenza italiana: ella non accoglie di buon animo il trasferimento a Magonza ed una volta in Germania mantiene un atteggiamento chiuso verso ogni aspetto della vita tedesca, cercando d'inculcare ai figli il medesimo atteggiamento. Di lei scrive un amico di Guardini, Felix Messerschmid:
(Ibidem, p. 23.)
I genitori trasmettono ai figli una fede molto asciutta: oltre alla messa domenicale e alle preghiere quotidiane, in famiglia non si parla molto di religione.
Nella sua educazione in casa vi sono aspetti negativi e positivi:
(Ibidem, p. 26)
Talvolta le considerazioni di Guardini sulla sua adolescenza sono piuttosto dure:
(Ibidem, p. 37)

### La giovinezza
Guardini frequenta il “Ginnasio Umanistico” a Magonza dal 1894 al 1903, così come fanno in seguito i suoi fratelli. Anche da studente Guardini dimostra una personalità originale, intrisa di serietà e religiosità, orientata alla preghiera e distaccata dai coetanei. Tuttavia frequenta una piccola cerchia di amici, in cui si discutono argomenti alti come filosofia, religione, arte e letteratura, e in cui Romano spicca per il suo amore precoce per Dante.
Il giovane Guardini è indeciso fra due tensioni: il sentirsi legato alla propria famiglia, ma allo stesso tempo la voglia di una rottura e la conquista di una vita propria fuori dall'orbita dei genitori. Questa insicurezza traspare poco dalla sua produzione successiva.
Dopo un viaggio in Italia, in cui non avviene nulla di particolare, si avvia in studi accademici di vario tipo. Guardini è cosciente di avere molte potenzialità, ma non ha nessuna tendenza particolare. L'università comunque rappresenta per lui il primo stacco effettivo dalla famiglia.
Il primo tentativo di studi accademici del 1903 è quello di chimica alla facoltà di Tubinga, con l’idea di seguire un compagno di scuola. La scelta si rivela presto un fallimento e Guardini passa dei mesi terribili, comprendendo di non essere portato per la matematica e le scienze naturali. Inoltre pensa che il metodo d’insegnamento sia poco efficiente e non trova compagni che lo sostengano.
Un secondo tentativo è quello di scienze politiche, a Monaco nel 1904. Il risultato però è lo stesso: poco interesse da parte sua, grande solitudine ed incapacità dei docenti. Inizia a redigere una tesi, ma comprende presto che l’argomento non lo interessa veramente e ne sente il peso. Unico motivo di sollievo è l’atmosfera della città: l’arte e la cultura della metropoli sono uno stimolo per il giovane studente.
Suo fedele sostegno è l’amico Karl Neundörfer, conosciuto nel tempo dell’adolescenza. L’amico Karl è una presenza costante e importante nella vita del futuro teologo. Con lui conduce lunghi e appassionati dialoghi, condivide vicende di vita, come gli anni del seminario e l’ordinazione presbiterale e addirittura lo nomina erede di molte sue opere nel testamento del 1914 (durante la guerra). Karl ha un orientamento differente: laureato in legge a Giessen, s'interessa poi al diritto canonico e alle strutture pubbliche della Chiesa. La differenza fra i due dà luogo a un confronto fecondo e la morte prematura di Neundörfer, nel 1926 sarà un duro colpo per Guardini, tanto da non partecipare nemmeno alla cerimonia funebre.
Monaco sarà una città importante per Guardini perché sarà il luogo della sua crisi mistica. La ricerca della propria vocazione lo spinge a cercare un confronto presso i monaci benedettini, ricevendo luce, ma non ancora una chiarezza definitiva, anzi presto la crisi si fa più radicale:
(Ibidem, p. 48)
L’amico Karl Neundörfer lo accompagna in questa difficile fase e, ritornando insieme a lui a Magonza, nota come in Romano stia crescendo una nuova fede, non più passiva bensì risoluta. Così scrive Guardini:
(Ibidem, pp. 48-49)
Tuttavia egli ancora non prende una vera e propria decisione. Continua gli studi di economia politica a Berlino nel 1905 con scarso interesse, anzi approcciandosi ad altre materie come filosofia e storia dell’arte. Lentamente comprende che la sua via non è in quel genere di studi.
Comincia a pensare alla propria consacrazione dato che già da diversi anni conduce una vita di preghiera non comune. Questa predisposizione è la base per la scelta che intraprende e dopo alcune riflessioni si orienta verso il presbiterato, forte anche di un confronto con un teologo residente a Berlino. Pure Karl Neundörfer intraprende la sua stessa strada e Guardini la legge come una conferma.
Nel 1906 finalmente inizia a studiare teologia a Friburgo, nonostante l’ostilità dei genitori, che non comprendono la sua nuova maturazione. Il padre, dopo le incertezze dimostrate, non pensa che il nuovo orientamento del figlio sia stabile, mentre la mamma dimostra una certa avversione al mondo clericale. Questo però non ostacola Guardini dal maturare in sé, proprio a Friburgo, una profonda convinzione di essere chiamato al sacerdozio. Le esperienze e i temi affrontati negli anni precedenti riemergono nel corso dell’attività del futuro prete, dopo che egli ha trovato la sua identità.
(Ibidem, p. 58)
Grazie alla preghiera le tensioni gradualmente si risolvono e finalmente trova la sua via.
Nel 1907 egli si trasferisce a Tubinga, luogo della sua precedente sconfitta, per studiare una teologia più moderna. Egli finalmente trova un ambiente a lui favorevole. Frequenta regolarmente le lezioni ed una cerchia di amici che rendono lieti quegli anni. Guardini comincia realmente a prendere coscienza di sé.

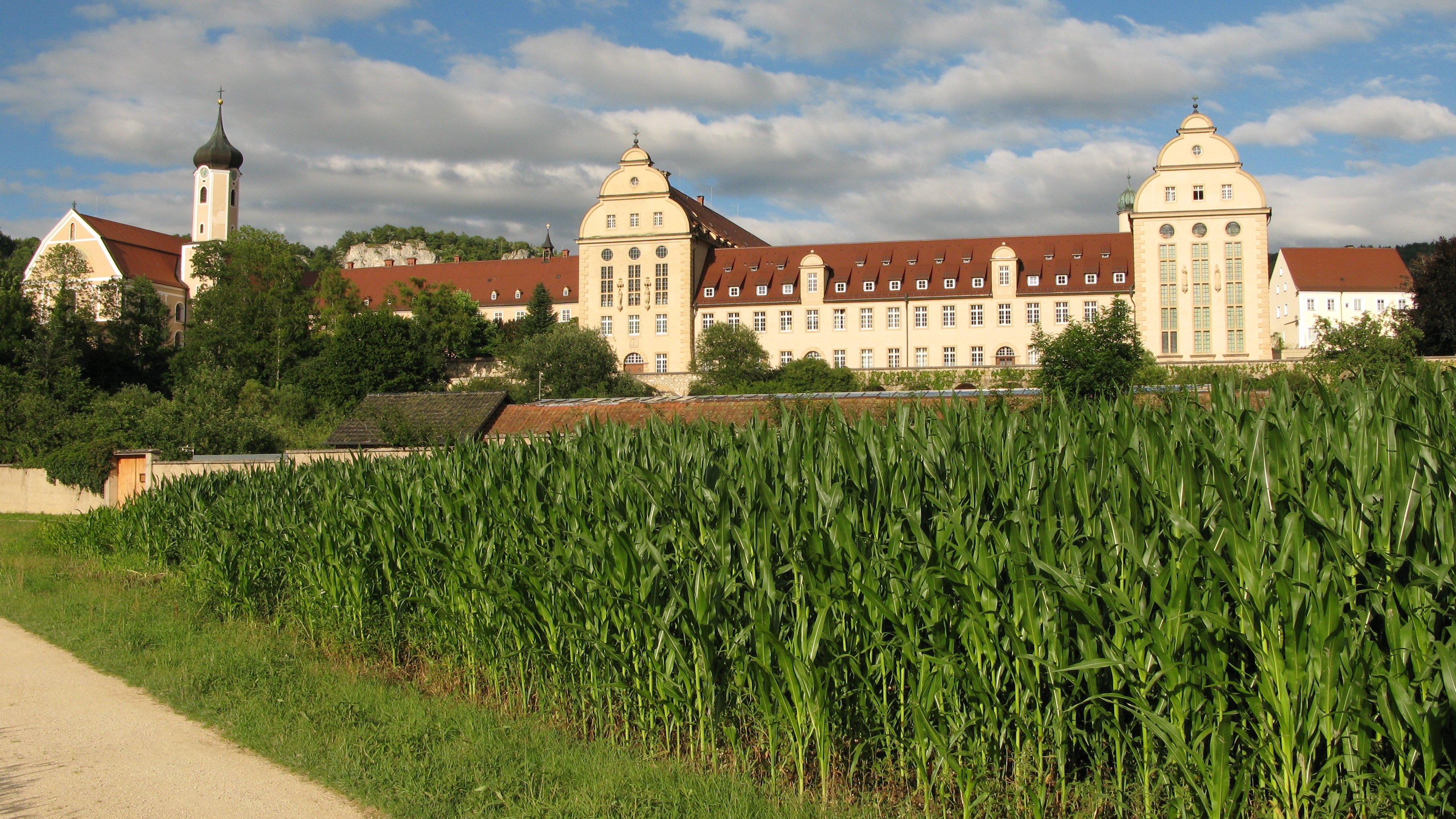
Abbazia di Beuron

Importante stimolo extra-universitario è l’abbazia benedettina di Beuron, non distante da Tubinga. Viene introdotto in quell'ambiente grazie ad un amico conosciuto proprio a Tubinga, Josef Weiger, che era stato novizio presso quel monastero. Lì non solo ha esperienza di una liturgia benedettina modello, ma ha anche il suo primo incontro con Max Scheler, che influenza il suo pensiero successivo. Il legame con il mondo benedettino spingerà Guardini nel 1909 a fare la propria professione come oblato di San Benedetto.
A Tubinga conosce un'altra figura che sarà una costante nella sua vita: Josef Weiger. Anche egli diventerà prete a Rottenburg nel 1911, dopo aver studiato teologia. Dal 1917 al 1957 Weiger è parroco di Mooshausen, luogo tranquillo nella Germania meridionale, vicino al fiume Iller. Guardini viene ospitato dall’amico circa due volte l’anno; lì inoltre troverà rifugio nei duri anni della seconda guerra mondiale, dal 1943 al 1945.
L’amicizia con Josef e con Karl costituisce una base importante e un sostegno alla vita e all’umanità di Guardini.

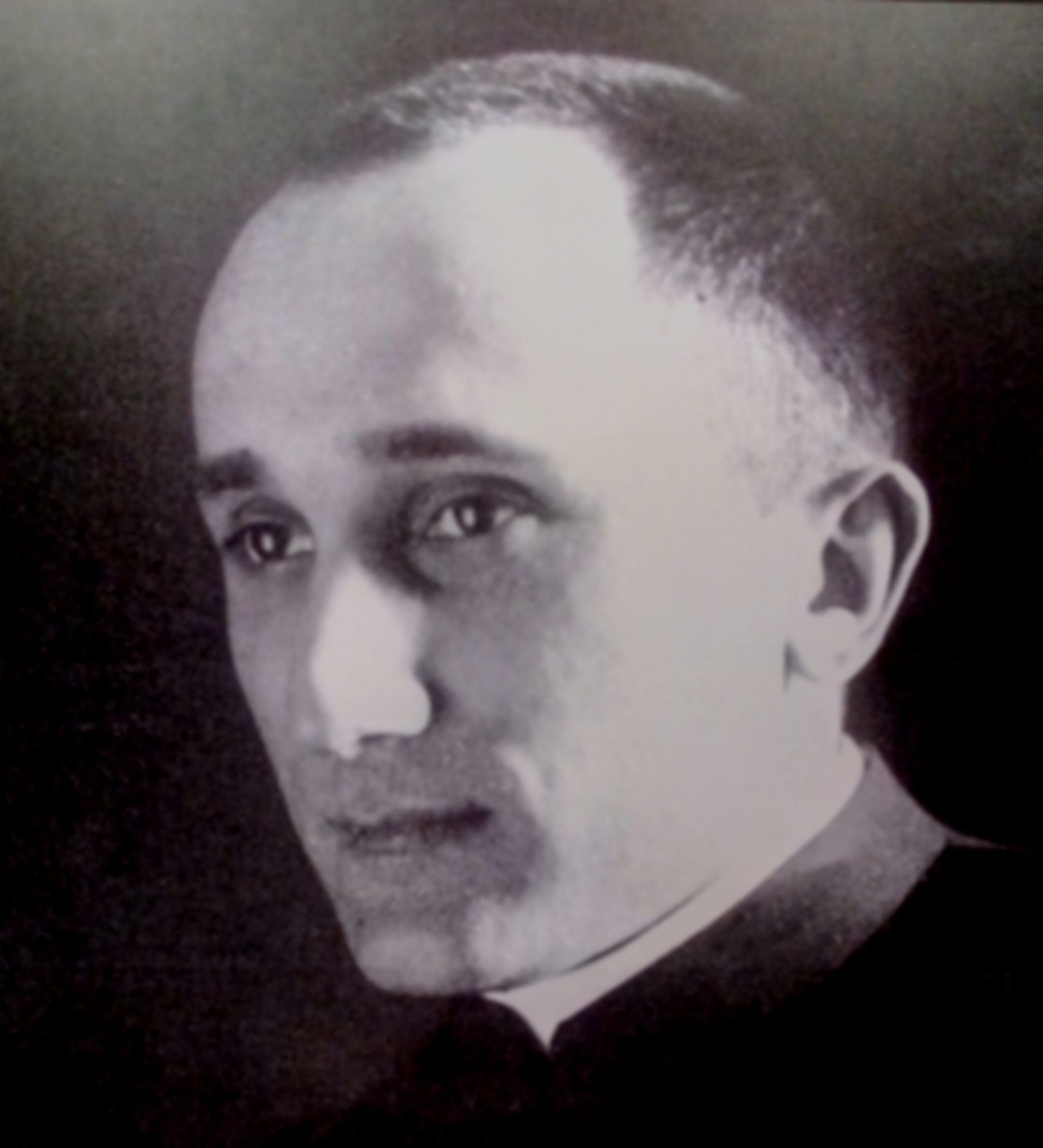
Guardini giovane seminarista

Si trasferisce a Magonza nel 1908 per frequentare il seminario, ma sarà un’esperienza deludente. Nella sua biografia si legge:
(Ibidem, p. 87)

### Guardini adulto
Nonostante queste difficoltà, Guardini viene ordinato sacerdote nel 1910 a Magonza insieme a Karl Neundörfer.
Gli anni da cappellano sono un altro periodo di ricerca delle proprie attitudini e nella scoperta dei propri limiti. Guardini si dimostra cagionevole di salute e con una certa difficoltà di rapporto con ragazzi sotto i 15 anni di età. Più che un’autorità esteriore, egli è in grado di manifestare una autorità interiore. Lui stesso afferma:
(Ibidem, p. 91)
Difficile per Guardini è anche il rapporto con l’associazionismo cattolico. Non solo non riesce ad unirsi ad esso ma ne ha una certa riserva, anche a livello universitario.
Desideroso di trovare un modo per impiegare appieno le proprie potenzialità, egli comprende di dover curare le proprie doti spirituali e intellettuali. Comincia a cercare una collocazione in ambito accademico e chiede dunque di poter completare gli studi di teologia con un dottorato a Friburgo. Egli sceglie come tema la teologia di san Bonaventura, dottore della Chiesa, che lo richiama indirettamente ad altri grandi autori importanti per lui: Agostino, Platone, Dante e san Giovanni evangelista. Si nota un certo antagonismo alla teologia di san Tommaso, anche se egli non si esprime mai contro quest’ultimo.
Egli si laurea nel 1915 e, poco dopo, tornato a Magonza, gli viene affidata la direzione dell’associazione giovanile “Juventus”. Sono anni di continuo peregrinare da una parrocchia ad un'altra e poi, a causa della guerra, sarà chiamato a prestare servizio come infermiere militare.
La “Juventus” era una associazione giovanile che comprendeva per lo più giovani del ginnasio e del liceo. Non aveva un vero e proprio statuto riconosciuto, ma si trattava di una organizzazione con una forma caratteristica di quelle ecclesiastiche, di cui anche lui faceva parte da giovane. Grazie a Guardini l’associazione prende una nuova forma.
In quegli anni intanto, grazie all’amicizia con Richard Knies, Guardini inizia a pubblicare le sue opere presso le casea editrici “Matthias Grünewald” prima, e la “Werkbund” subito dopo, le sue due principali case editrici. È l’inizio di un successo editoriale. Già nel 1920 compaiono due opere di Guardini fra cui il noto "Via Crucis".
Il vero e proprio ingresso nella notorietà per Guardini avviene con il successo editoriale de "Lo spirito della liturgia" nel 1918. L’opera ha come tema fondamentale non tanto il rinnovamento liturgico, quanto un rinnovamento dell’atteggiamento spirituale da cui può riprendere l’interesse alla liturgia.

### Guardini insegnante ed educatore
Nel 1920 si avviano due nuove vie dell’esistenza di Guardini: da una parte l’insegnamento all’Università di Bonn e dall’altra l’inizio dell’attività presso il movimento giovanile del castello di Rothenfels sul Meno. Sono anni di rapida ascesa e di proficuo lavoro per Guardini, che hanno come premessa tutto l’impegno silenzioso degli anni precedenti. Si realizzano le capacità spirituali, intellettuali e pedagogiche a cui Guardini era da sempre inclinato.
Nel 1922 Guardini sostiene l’esame per l’abilitazione all’insegnamento con un colloquio orale e una lezione di prova, per la quale sceglie come argomento la teologia di Anselmo d'Aosta. L’esame ha successo e dunque egli diviene libero docente di dogmatica.
Egli però comprende di non essere fondamentalmente un teologo, ma di aver sviluppato una riflessione a cavallo fra diverse discipline. Questa percezione lo accompagnerà nel corso di tutta la sua attività accademica. Anche questo fatto contribuisce al senso di solitudine rispetto ai propri colleghi di facoltà.
A livello economico l’attività accademica non gli rende molto, spesso è costretto a chiedere denaro al proprio editore per le spese di sostentamento.
Guardini riceve nel 1923 una grande opportunità dal Ministro dei Culti (e dell’Istruzione) della Prussia: una cattedra di "Weltanschauung" (visione-del-mondo) presso l’Università di Berlino. Guardini venne affiliato formalmente alla facoltà di teologia cattolica dell'Università di Breslavia, mentre insegnava a Berlino come docente ospite. Occorre dire che il contesto non è molto favorevole: a Berlino vi è un forte clima laicista e tendenzialmente protestante. Il suo corso inizialmente è sconosciuto ai più e ha poca risonanza. Inoltre vi è per Guardini il problema di strutturare un programma di una disciplina non ben definita e con poche esperienze precedenti.
Punto di partenza per la visione di fondo del suo corso è una concezione che Guardini riprende da Scheler:
(Ibidem, p. 168)
Il neo-teologo inizia così a dare forma alla sua cattedra, rivelando le particolarità del suo metodo scientifico.
Veniamo al titolo della sua cattedra: Weltanschauung cattolica. Il titolo, come già sottolineato, richiede tutta l’abilità di Guardini per strutturare un percorso adeguato che non emerga come apologetica cattolica. Ne risulta che la cattedra permette a Guardini di esprimere quanto gli è più proprio, anche per molto tempo (34 anni complessivi di insegnamento). Egli struttura un corso a cavallo tra filosofia e teologia, portando le due discipline ad un proficuo incontro. È Guardini stesso a spiegare questo orientamento:
(Ibidem, p. 310)

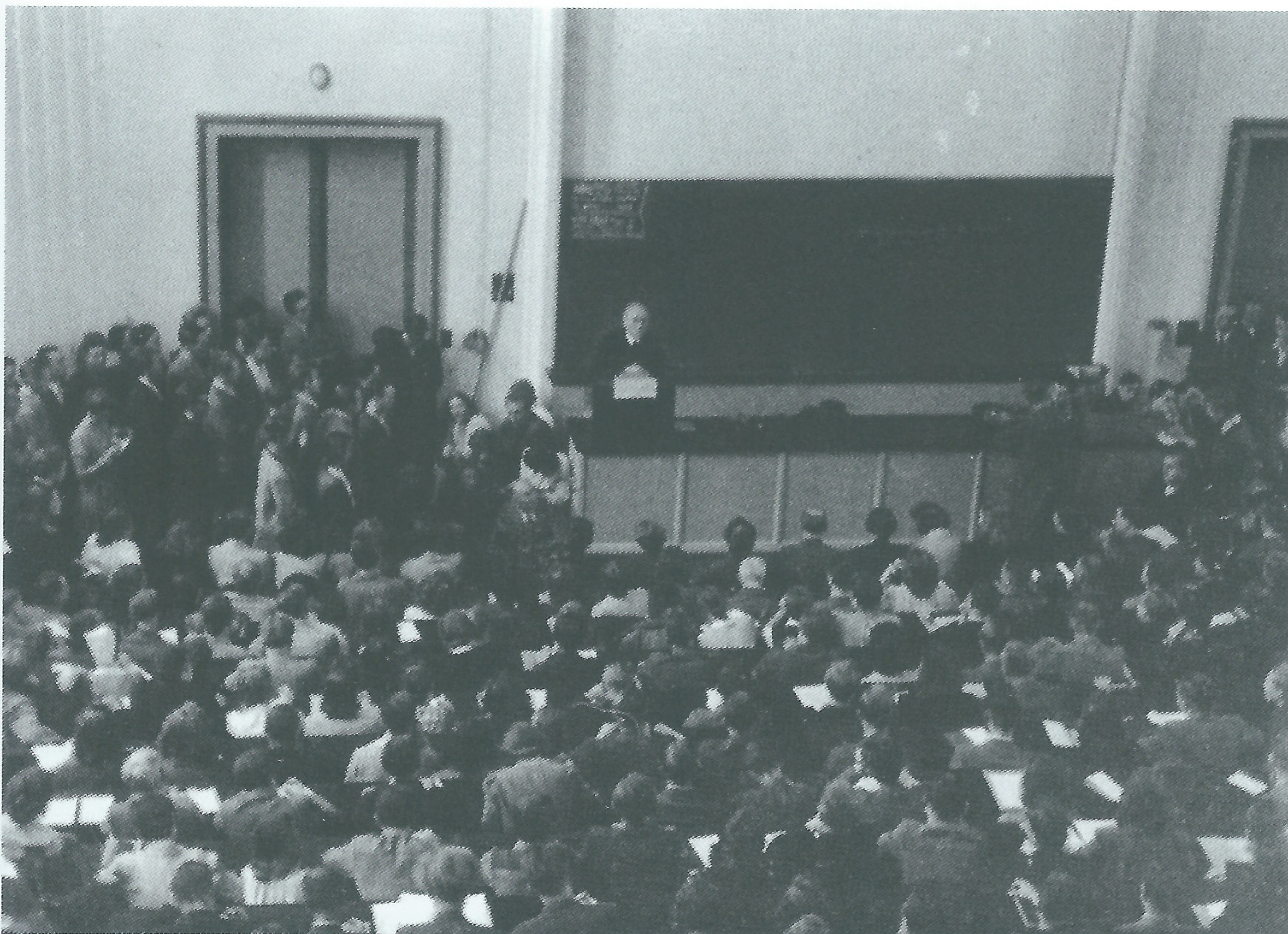
Guardini tiene una lezione in università

L’insegnamento di Guardini a Berlino ha inizio in circostanze non proprio favorevoli, lo ricordiamo. Egli non ha ancora alle spalle una esperienza accademica sufficiente e la cattedra non ha ancora una struttura stabile; inoltre l’ambiente non è per nulla favorevole al suo insegnamento e ai suoi temi.
Guardini ricorda più tardi quei difficili inizi:
(Ibidem, pp. 320-321)
L’attività ordinaria di Guardini è pressoché la seguente:
(Ibidem, p. 323)
Guardini in realtà non ha le conoscenze disciplinari per affrontare un ambito così ampio. Fa la scelta di interessarsi alle questioni in sé, di volta in volta proposte, andando a ricercare i testi necessari e lavorando a partire da essi anche senza una preparazione settoriale. Accetta questo rischio, che talvolta lui chiama presunzione, ottenendo un particolare successo.
Durante quegli anni Guardini soffre di problemi di salute in vario modo. Una buona parte sono probabilmente di natura psicosomatica, dovuti all’affaticamento: problemi allo stomaco, alla testa e ai reni che talvolta lo costringono a dover sospendere l’attività.
Il grande male di cui tuttavia Guardini è affetto è la malinconia. A questa malattia egli dedica una delle sue opere: Il ritratto della malinconia. La malattia è per lui stesso un peso di origine, dovuto forse a un distacco dalla madre non pienamente riuscito. Per Guardini si tratta non tanto di una malattia psichica, ma la sua radice è soprattutto di natura spirituale.
(Ibidem, p. 362)
Egli riesce a trovare una propria terapia efficace per questa malattia:
(G. Fabris, Pedagogia della malinconia, in G. Fabris – G. A. Faccioli (edd.), Romano Guardini e la pedagogia. L’educazione come compito e valore, op. cit., pp. 39-43)
Egli ordinariamente celebra la messa per gli studenti nella cappella di s. Benedetto. Anche questa è una occasione per poter parlare loro attraverso l’omelia. Della sua predicazione Guardini ci parla in questo modo:
(H. B. Gerl, Romano Guardini, op. cit., p. 351)
Come già accennato, l’attività di Guardini dopo il 1920 comprende anche l’impegno per il castello di Rothenfels sul Meno e per il movimento giovanile.

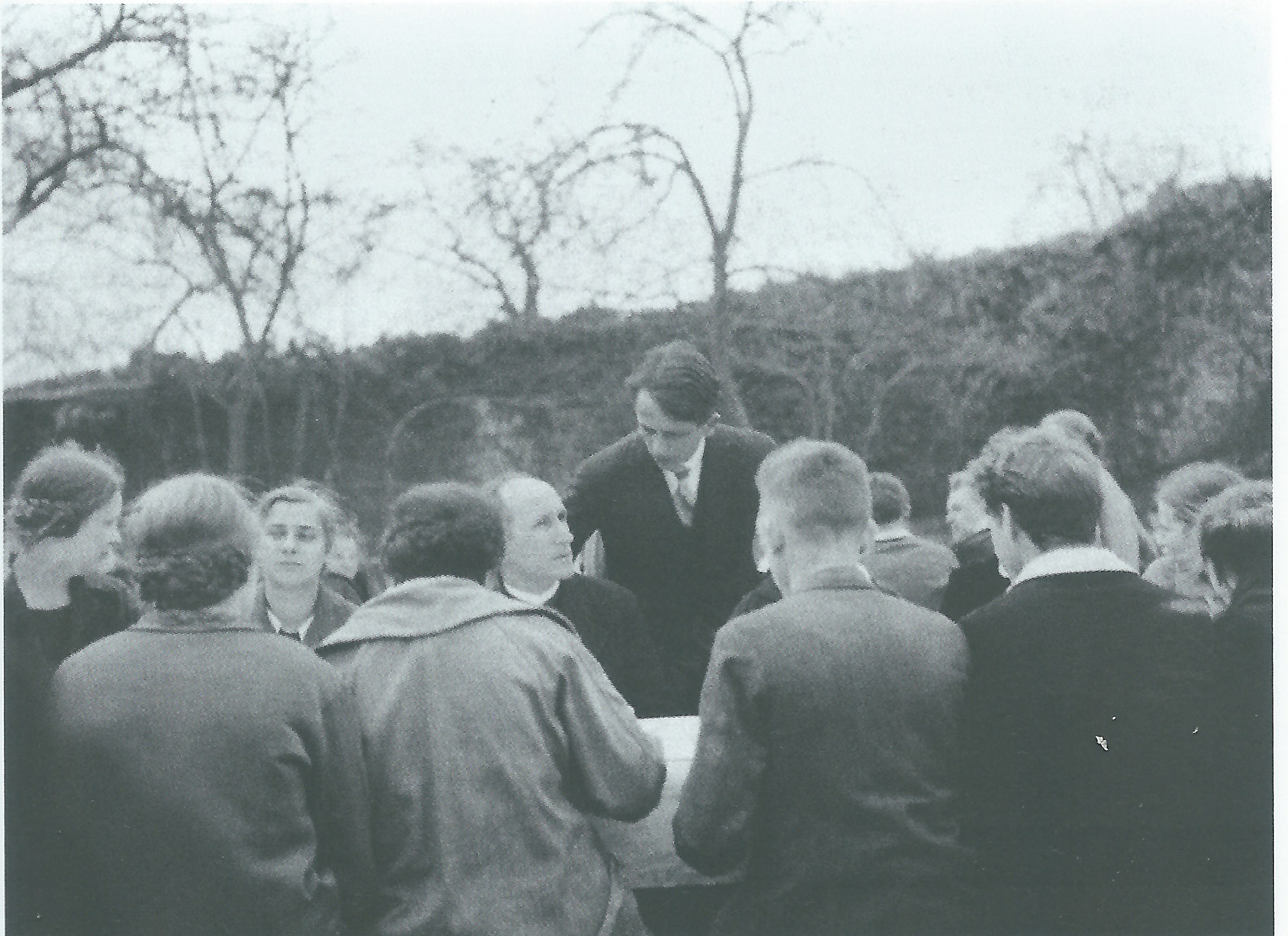
Guardini fra i giovani

Egli viene inizialmente invitato nel 1920 a un convegno del “Quickborn” (il movimento giovanile) a Rothenfels durante l’estate. Inizialmente a disagio per la vivacità giovanile, presto Guardini si ambienta con il nuovo contesto e ne trova giovamento per sé. Guardini ha 35 anni e dunque si colloca subito nell’ambito di un ruolo educativo nei confronti dei giovani che incontra, che dimostrano un grande potenziale.
Gradualmente il movimento cresce, anche in età, e oltre agli studenti delle superiori ed agli universitari, entrano a farne parte giovani lavoratori cattolici. I preti fanno parte del movimento non tanto come capi ma come fratelli in un'unica comunità.
Tuttavia, come già accennato, sia le autorità ecclesiastiche che le scuole non vedono di buon occhio il nuovo movimento, in quanto non ha ancora connotazioni precise. Questo non impedisce al movimento di crescere rapidamente e di raggiungere nel 1917 i 7000 aderenti.
Nel 1920 dunque Guardini entra a contatto con questa realtà. Ne rimante colpito:
(Ibidem, p. 192)
Da quell’estate, Guardini rimane conquistato dal movimento e decide di dedicarsi con impegno ad esso. La sua attività viene molto apprezzata da diversi gruppi, anche attraverso la parola scritta, e Guardini stesso trae grande profitto dalla sua attività con i giovani.
Guardini si dimostra una figura chiave del movimento sin dai suoi primi interventi. Già nel 1921 era determinante per l’esperienza del Castello. Egli coglie l’essenza del “Quickborn” ed il suo vero fine anche al di là del semplice fattore “giovanile”.
Le resistenze da parte ecclesiastica sono forti: si parla addirittura di insegnanti di religione che impediscono alle ragazze di partecipare al movimento, a causa della vita comune fra i due sessi; oltretutto pochi vescovi si dimostrano benevoli con la nuova esperienza.
Nel 1924 Guardini fa fare un altro passo avanti al “Quickborn”: da semplice movimento giovanile, con il passare degli anni e il crescere della componente adulta, si passa a una forma di movimento culturale.
Nel 1926 Guardini diviene l’unico direttore del Castello e del movimento, ovviamente accompagnato da alcuni consiglieri. Con lui alla guida, le settimane di lavoro estivo divengono punto normativo di tutto il movimento. L’indirizzo del movimento è chiaro:
(Ibidem, p. 221)
Guardini ha anche il merito di aver condotto una educazione liturgica per i laici in quegli anni. Egli infatti è ormai esponente del movimento liturgico, dopo il suo successo editoriale Lo spirito della liturgia, e sa declinare le novità portate da questo rinnovamento anche nella vita comune dei giovani, soprattutto attraverso l’educazione della corporeità: il respiro, lo stare in piedi, il tacere e la recita sono punti di educazione delle settimane di lavoro a Rothenfels. Anche le attività esterne come lo sport, la danza e le camminate fanno parte di un progetto di valorizzazione del corpo in ambito cristiano.

### Gli anni del regime e della guerra
Il castello di Rothenfels riesce ad avere un’attività regolare fino al 1933: da quell’anno fino al 1939 comincia a farsi sentire la presenza del regime nazista. La sorte del “Quickborn” invece è più infelice ed esso viene formalmente sciolto nel 1933.
La resistenza del Castello non è senza difficoltà: la pressione delle autorità naziste è forte ed il rischio non è solo quello di chiudere ma anche quello di cedere negli intenti e nel metodo per adeguarsi alla situazione. Ma ciò non avviene: pur con molte difficoltà la vita del Castello continua quasi in modo regolare fino al drammatico 1939. È necessario dedicarsi a un lavoro solo in ambito religioso e soprattutto non ci si può più occupare della gioventù.
Il Castello può così continuare la sua attività cristiana anche in periodo nazista, fino allo scoppio della seconda guerra mondiale, quando il Castello viene definitivamente requisito e confiscato.
Nel 1939 dunque Guardini riceve due colpi molto pesanti per la sua attività: da un lato avviene la confisca di Rothenfels, dall’altro l’abolizione della sua cattedra all’Università di Berlino. Egli viene separato da tutte le sue attività principali.
La motivazione è chiaramente il fatto che non tanto egli faccia propaganda, piuttosto il suo insegnamento è indirettamente sfavorevole al regime.
Il lavoro di Guardini continua nella riservatezza della sua stanza, salvo alcuni interventi esterni non istituzionali. Col passare del tempo però la permanenza di Guardini a Berlino diventa difficile: i bombardamenti sulla città gli causano problemi fisici ed egli è costretto a cercare rifugio in un altro luogo. Nel 1943 l’ex docente si trasferisce nella tranquilla Mooshausen presso l’amico Josef Weiger, da cui rimane fino al termine della guerra. Le limitazioni sono ancora più nette per lui, tuttavia ha occasione di trovare riposo e recuperare le forze.
Questa interruzione forzata delle attività muove Guardini alla sua produzione editoriale: diversi sono i libri e gli scritti minori che egli completa in questo periodo. È innanzitutto un’esigenza di ordine per la sua vita, in mezzo ai tristi avvenimenti che lo circondano.

### L'anzianità e gli ultimi anni
Con la fine della guerra si aprono per Guardini nuove possibilità: gli viene offerta dal Ministro dei Culti e dell’Istruzione del Württemberg una cattedra ad personam in Weltanschauung presso l’Università di Tubinga. Egli accetta senza esitare, dato anche il legame che ha con la città. Il ritiro presso Mooshausen è ormai inadeguato e il ritorno al lavoro accademico è importante per lui.
Le condizioni di lavoro nel dopoguerra non sono le migliori. Egli abita in una stanza provvisoria dove deve fare tutto.
Inoltre in università si trova isolato come a Berlino: l’ambiente di teologia è protestante e lo rifiuta mentre i colleghi di filosofia vedono la sua materia come a cavallo tra due discipline.
Anche la reazione degli ascoltatori è simile all’esperienza di Berlino: egli ottiene un buon successo, si parla di schiere di persone alle sue lezioni. Egli concepisce come compito del suo insegnamento quello di dare un nuovo orizzonte alle generazioni disilluse dall’incubo nazista.

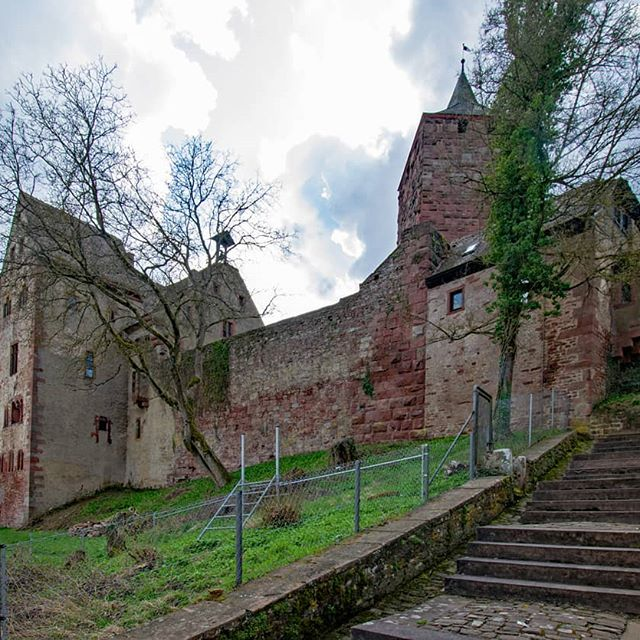
Castello di Rothenfels, sede del Quickborn

Nel 1948 il Castello di Rothenfels viene riconsegnato, ma Guardini non ne è più alla guida, viene piuttosto nominato un successore. Anzi Guardini si tira indietro da qualsiasi ruolo organizzativo e si limita ad intervenire varie volte nelle settimane di lavoro al Castello. Probabilmente il grande ostacolo di Guardini è l’età (nel 1948 ha 63 anni).
Infine nel 1948 continuerà il suo insegnamento di Weltanschauung a Monaco. Le sue lezioni, in ogni città insegnasse, sono sempre molto frequentate e vissute con grande attenzione. Continuerà la sua attività di insegnamento in università fino al 1962.
Guardini ha a cuore l’Europa e ne ha una concezione ben precisa.
(H. Engelmann – F. Ferrier, Introduzione a Romano Guardini, Queriniana, Brescia 1968, p. 22)
 Nel 1962 Guardini lascia l’insegnamento per assumere la posizione di emerito. Nasce così il problema d'una successione ad una cattedra così legata alla figura del teologo. Circolano nomi come Karl Rahner, Alfons Auer o Hans Urs von Balthasar. Si opta per il primo, che dà un taglio più specificamente teologico alle lezioni, e per questo ha meno risonanza.

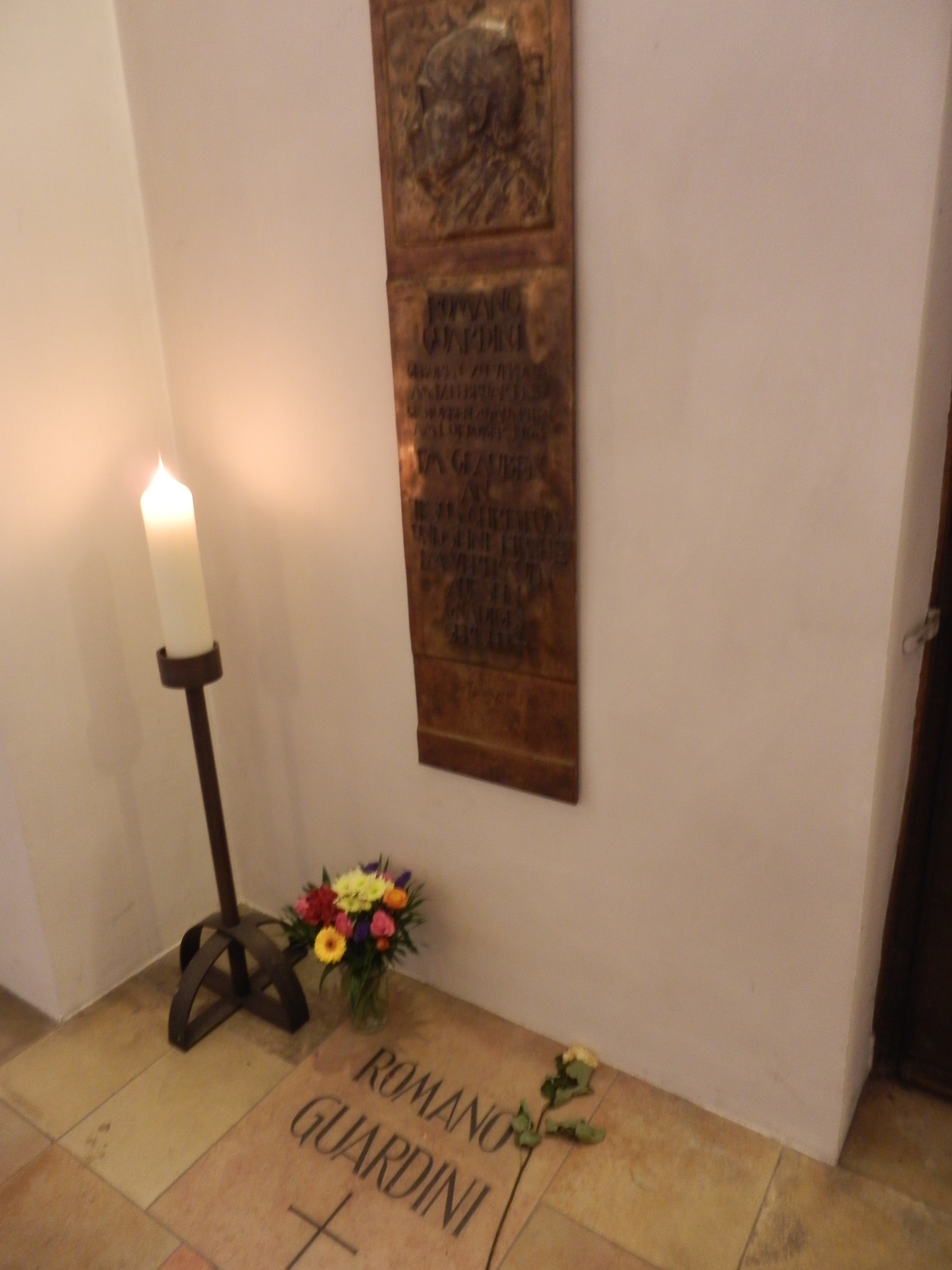
Tomba di Romano Guardini - Chiesa Universitaria di San Ludovico

Negli ultimi anni Guardini riceve anche onori e titoli di vario genere, che manifestano un riconoscimento della sua grandezza sotto diversi profili.
Un riconoscimento è la chiamata di Guardini a far parte della commissione preparatoria del Concilio Vaticano II per la liturgia, incarico a cui deve rinunciare a causa dell’età.
Sotto il pontificato di Paolo VI gli viene offerta la nomina cardinalizia. Guardini rifiuta anche tale onore, per vari motivi che vanno dall’abbigliamento collegato al titolo a un’immagine di Chiesa lontana da quella del movimento che aveva guidato.
Guardini comincia a spegnersi. Il 1 ottobre 1968 viene trovato privo di conoscenza in casa. Alla sera di quel giorno passa dal sonno alla morte.
La persona di Guardini cade lentamente in un oblio pubblico. Per molti anni non si ricorda più la sua opera e si smette di leggere le sue numerose pubblicazioni. Pare che questo autore stia emergendo nuovamente solo in questi ultimi decenni.

## Pensiero
Romano Guardini è stato definito "Padre della Chiesa del XX secolo" dalla sua biografa Hanna-Barbara Gerl-Falkovitz. Guardini è considerato peraltro uno dei più significativi rappresentanti della filosofia e teologia cattolica del XX secolo, in specie per quanto riguarda la liturgia, la filosofia della religione, la pedagogia, l'ecumenismo e in generale la storia della spiritualità.
Nei suoi studi affrontò da una parte i temi tradizionali della teologia e della filosofia cristiana alla luce delle domande e delle sfide poste dal pensiero moderno; contemporaneamente affrontò i temi e i problemi del suo tempo dal punto di vista cristiano e specificamente cattolico. Lo sforzo di Guardini si configura quindi come l'approfondimento della christliche Weltanschauung ("visione cristiana del mondo"), ovvero, secondo la sua definizione:
(R. Guardini, «Europa» und «Christliche Weltanschauung», p. 20)
Seppur legato per sua inclinazione alla tradizione teologica agostiniana e platonica, egli sottolineò sempre l'importanza dell'altro polo, quello tomistico e aristotelico. Egli indicò, al tempo della sua dissertazione, san Bonaventura e, in seguito, John Henry Newman, come pensatori che potevano fungere da "ponte" fra le due correnti del pensiero cristiano. Tale posizione è riconducibile più in generale alla convinzione che la verità fosse polifonica.

### Filosofia e letteratura
Per quanto riguarda il confronto con la cultura e il pensiero antichi e moderni, nei suoi scritti tornano spesso autori come Socrate, Platone, Agostino, Pascal, Kierkegaard, Nietzsche (in ambito filosofico), o come Dante Alighieri, Dostoevskij, Rilke, Raabe (in ambito letterario). Le sue interpretazioni letterarie di filosofi e poeti furono e sono tuttora apprezzate al di là del mondo cattolico stesso. In ogni caso Guardini non si sofferma mai semplicemente sul pensiero degli autori da lui considerati, ma analizza sempre il legame stretto tra pensiero e vita, tra pensiero ed esistenza. L'attenzione a tale legame, così come il continuo approfondimento della filosofia e della teologia a servizio dell'uomo e dell'esistenza umana, sono caratteristiche degli scritti di Guardini.
Il confronto con i capolavori della letteratura appare non semplicemente come una pura opera di ermeneutica ma un modo differente di pensare, per immagini. Inoltre ricorrere alla letteratura e della poesia può essere fondamentale quando le consuete immagini del mondo e dell'uomo sembrano entrare in crisi, per riedificare nuove Weltanschauungen. La forza della visione consiste proprio nella capacità di cogliere sotto un unico sguardo la totalità della realtà, raggiungendo il senso non per somma di esperienze, ma mediante un'intuizione in risposta alla potenza dell'essere. La visione è l'apriori alla luce del quale comprendere il tutto. Per questo l'importanza della letteratura e delle grandi opere, che custodiscono ognuna una visione del mondo.

La Divina Commedia di Dante viene affrontata da Guardini in due opere fondamentali: Studi su Dante (Dantestudien) e La Divina Commedia di Dante. I principali concetti filosofici e religiosi. A differenza degli scrittori come Shakespeare e Dostoevskij, nei quali l'attività creativa nasce dall'irrompere della potenza del caos sul cosmo, sull'ordine, in Dante – come in Eschilo, Hölderlin –  scrittore della chiarezza e della trasparenza, la totalità della vita sembra essere contenuta in un ordine unitario; nella sua opera, cioè, sembra prevalere un senso di profonda concordanza tra le cose, tra essere e dover essere, che fa della Divina Commedia il luogo di una visione cosmologica, in cui le forze polari sembrano conciliarsi naturalmente. Questa tendenza a far prevalere una visione unitaria del mondo è tipica della cultura mediterranea, fiduciosa nella possibilità di far convivere senza frizioni dimensione fisica e spirituale, pubblico e privato, interiorità ed esteriorità: 
"Presso gli uomini del Sud manca la separazione o meglio l'opposizione tra spirito-anima e corpo. L'interiorità [das Innere] si esprime alquanto immediatamente nel corporeo. Questo è in grado di rendere visibile la dimensione spirituale dell'anima"

### Politica
Nell'ambito politico, cercò una posizione intermedia tra i cattolici socialisti e i cattolici conservatori, ottenendo critiche da entrambe le parti. Nel 1946 Guardini si definì come un cattolico democratico, dove l'accezione non va intesa tanto in senso politico ma filosofico, nel senso che pur sottolineando la libertà e la pluralità delle autorità, egli riconosceva ancora la validità di valori assoluti. Egli fu fra i promotori dell'Accademia per la formazione politica a Tutzing.
Durante il Nazismo cercò di salvaguardare la sfera di autonomia della sua cittadella di studi (die Burg); i nazisti lo fecero tuttavia oggetto di spionaggio e fu esiliato de facto a Mooshausen. La sua resistenza passiva al nazismo è anche attestata dai suoi scritti, che i suoi lettori già allora interpretavano come un rigetto dell'ideologia nazista. Dopo la guerra egli pubblicò la sua riflessione politico-teologica Der Heilsbringer, nella quale fin dall'inizio qualificava come totalitaria la pretesa redentiva del regime nazista. Egli si preoccupò, in seguito, di elaborare un'etica del potere che valesse sia nei confronti delle ideologie politiche sia dei nuovi anonimi poteri dell'era contemporanea (media, burocrazia, economia).
In pedagogia Guardini evidenziò nelle sue lettere ai giovani la necessità dell'autocontrollo e dell'equilibrio fra autorità e libertà in una creativa obbedienza della coscienza.

### La riflessione sulla Chiesa
Nel suo libro Il senso della Chiesa nel 1922 Guardini annotava, con un'espressione poi divenuta celebre: "Si è iniziato un processo di incalcolabile portata: il risveglio della Chiesa nelle anime", e indicava la Chiesa come "la via per divenire uomo": "La Chiesa è per il singolo individuo il vivente presupposto del suo personale perfezionamento. È la via della personalità". Nel decennio che precedette i totalitarismi Guardini approfondiva così nell'ottica della Chiesa il rapporto tra persona e comunità, mostrando la complementarità tra questi due poli:
(R. Guardini, Il senso della Chiesa, p. 41)
Più avanti, nel 1965, scriverà: "La Chiesa non è un'istituzione escogitata e costruita a tavolino, ma una realtà vivente. Essa vive lungo il corso del tempo, in divenire, come ogni essere vivente, trasformandosi. Eppure nella sua natura rimane sempre la stessa, e il suo cuore è Cristo".

### Il Signore
Una delle opere più significative di Romano Guardini è Il Signore, "sulla persona e sulla vita di Gesù Cristo". L'opera nacque dalle omelie tenute da Romano Guardini ai giovani studenti cattolici durante gli anni di insegnamento all'Università di Berlino e fu definita da Romano Guardini "la sua opera più cara" insieme a quella su Hölderlin.
L'opera di Guardini, secondo le intenzioni dello stesso autore, non si configura come un'opera scientifica, ma come una collezione di "conversazioni spirituali", atte ad approfondire la figura di Gesù a partire dai Vangeli e dall'ermeneutica della fede. Infatti, di fronte ai tentativi di spiegare e interpretare la figura di Gesù da un punto di vista puramente storico, psicologico, politico, Guardini si propone di "far emergere liberamente la Rivelazione e vederla in modo giusto", a partire dalla convinzione che "di fronte a Cristo si esige la conversione del pensiero", e quindi sia necessario "assumere Cristo come criterio di misura del reale e del possibile e nel giudicare sul mondo da quella prospettiva".
Di fronte alla separazione tra il Gesù della fede e il Gesù storico, Guardini afferma infatti che:
(R. Guardini, Il Signore, Vita e Pensiero, Milano, 2005, p. 719)
Dal punto di vista teologico, il "presupposto di pensiero" delle riflessioni di Guardini è il fatto che "la vita di Gesù non è la realizzazione di un programma fisso a priori, ma è autentica storia", in quanto, secondo la fede cristiana, con l'Incarnazione "Dio è entrato nella storia e ha assunto su di sé un 'destino'". Nelle pagine del suo libro Guardini approfondisce questo punto di vista, arrivando a mostrare come secondo i Vangeli la morte di Gesù in croce non sia il frutto di un processo necessario, ma sia piuttosto l'esito del libero rifiuto da parte degli uomini del suo insegnamento e della sua persona.
Secondo Guardini è tuttavia impossibile descrivere una psicologia di Gesù, poiché "nell'intimo della sua personalità si cela il mistero del Figlio di Dio ed elimina ogni "psicologia", quel mistero del quale l'ingiudicabilità del cristiano è il riflesso donato per grazia".
Il Signore fu particolarmente apprezzato da Joseph Ratzinger, futuro Papa Benedetto XVI, che lo ha definito uno dei migliori libri sul Gesù storico della sua giovinezza.

## Influenze e riconoscimenti
La prima grande opera di Guardini, Lo spirito della liturgia (scritta nel 1918) fu una delle pietre miliari del Movimento liturgico nato in Europa nella prima metà del XX secolo, che influenzerà poi in modo decisivo la riforma liturgica del Concilio Vaticano II.
Per la sua attività Guardini è stato più volte premiato. A lui sono intitolate una cattedra a Monaco e una a Berlino, città in cui ha sede la fondazione Guardini.
Nel 1945, al termine del conflitto mondiale, Romano Guardini venne nuovamente chiamato all'insegnamento accademico presso l'Università di Tubinga, dove rimase fino al 1948. In quell'anno accettò la chiamata dell'Università di Monaco ad una cattedra ad personam e qui rimase fino al 1962.
In quegli ultimi anni di insegnamento, durante i quali la Germania si stava ricostruendo materialmente e moralmente dai disastri della guerra, la figura di Guardini spiccava nettamente nel suo ruolo di praeceptor Germaniae, richiamando i tedeschi, e soprattutto quelli delle nuove generazioni, a riconoscere gli errori del passato e nello stesso tempo a formare una nuova società fondata su valori cristiani di libertà e giustizia.
Non mancarono a Guardini i riconoscimenti del mondo accademico da parte di università tedesche ed italiane.
Già nel 1954 l'Università di Friburgo in Brisgovia, dove egli si era laureato nel 1915, gli conferiva la laurea ad honorem in filosofia; nel 1963 riceveva dall'Università di Padova la laurea ad honorem in pedagogia e, come riconoscimento postumo, nel 1968 quella in filosofia dall'Università di Bologna.
Numerosi furono anche i riconoscimenti e le onorificenze che Guardini ottenne dalla società civile.
Nel 1952 gli venne attribuito il Premio per la pace da parte dell'Associazione Editori tedeschi, premio conferito prima di lui ad Albert Schweitzer e dopo di lui a Martin Buber e successivamente la Medaglia d’oro d’Onore della città di Monaco; nel 1956 gli venne conferita la cittadinanza onoraria di Verona, dove era nato nel 1885; in quell'occasione Guardini tenne il suo primo importante discorso pubblico in lingua italiana.
Nel 1958 venne accolto nell’Ordine bavarese Pour le Merite per la Scienza e l'Arte; le successive concessioni del Premio Erasmus a Bruxelles nel 1961 e della Gran Croce al Merito con stelle della Repubblica Federale Tedesca rappresentano un meritato riconoscimento di Guardini come uomo europeo. Infine nel 1963 gli fu attribuito dalla Città di Verona il Premio San Zeno
Si deve comunque dire che le nomine e gli incarichi più graditi da Guardini furono sempre quelli ricevuti dalla Chiesa, perché rappresentavano un autorevole riconoscimento della sua opera di sacerdote e di educatore.
Già nel 1952 aveva accolto con grande soddisfazione la nomina a prelato della Casa Pontificia; successivamente nel 1961 veniva chiamato a far parte della Commissione liturgica preparatoria al Concilio Vaticano II. I risultati di questo lavoro preparatorio preconciliare si concretizzarono poi nell'approvazione da parte del Concilio della costituzione conciliare "Sacrosanctum Concilium" sulla sacra liturgia.
Nel 1965 Guardini rifiutò con decisione la proposta di Papa Paolo VI di ricevere il cappello cardinalizio; tuttavia egli fu felice per questo proposta da parte della Chiesa e del Papa Paolo, il quale conosceva le sue opere letterarie e le sue attività di educatore.
Dopo un’ultima visita nel 1968 alla sua patria italiana, Guardini muore a Monaco il 1 ottobre 1968.
Nel 1970 l’Accademia cattolica bavarese istituisce un Premio Romano Guardini, che viene attribuito annualmente.

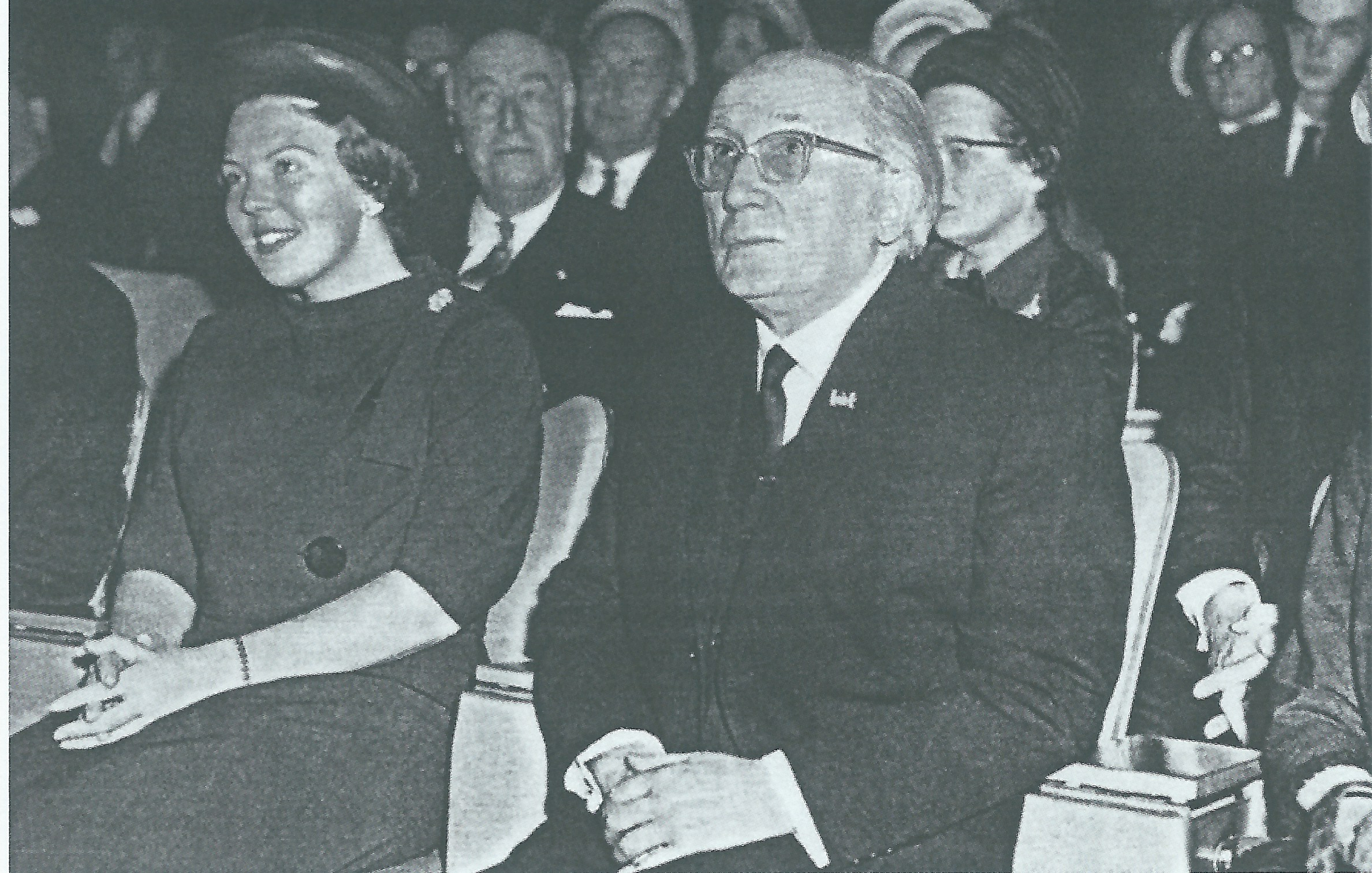
Guardini riceve il premio Erasmo

Egli fu teologo di riferimento anche per papa Benedetto XVI, il quale volentieri lo ha citato nelle proprie numerose pubblicazioni teologiche. Riferendosi allo sviluppo del pensiero di Guardini, Joseph Ratzinger evidenzia, tra l'altro, l'originaria posizione più vicina alle tesi liberali e successivamente il progressivo avvicinarsi dell'autore a posizioni più tradizionali. Da ultimo, Ratzinger citò Romano Guardini nel suo ultimo discorso al Collegio cardinalizio prima delle sue dimissioni, il 28 febbraio 2013.
Anche papa Francesco ha citato Romano Guardini nella sua Esortazione apostolica Evangelii gaudium:
(Romano Guardini, Das Ende der Neuzeit, Würzburg, 1965, pp. 30-31. Citato in Evangelii gaudium al paragrafo 224)
Nel corso dell'anno 2016 l'Arcidiocesi di Monaco-Frisinga ha aperto a livello diocesano la causa di beatificazione.

## Guardini e Isola Vicentina
Dagli anni 1920 la famiglia Guardini acquisì una villa ottocentesca nel comune di Isola Vicentina dove fino al 2021 viveva l'ultimo nipote; qui Romano Guardini tornava una-due volte l'anno (tranne il periodo della guerra) per le vacanze e qui meditò quasi tutte le lezioni che poi sarebbero diventate libri; un luogo di cui egli stesso dice: «... qui, nella nostra casa, nel suo giardino e parco, le mie lezioni e libri sono stati preparati». Una targa posta sotto il portico della villa ricorda questo. Guardini ritornò regolarmente nella casa familiare fino a un mese prima della morte, già molto malato e con il proprio medico.

## Opere principali
- Lo spirito della liturgia (1919)
- La Via Crucis del nostro Signore e Salvatore (1919)
- Da un giovane ricco (1920)
- Nuova gioventù e spirito cattolico (1920)
- Devozione comunitaria alla Santa Messa (1920)
- Operai di Dio (1921, dalla seconda edizione accresciuta del 1925, l'opera acquisirà il titolo Lettere sull'autoformazione)
- I santi segni (1922)
- Il senso della Chiesa (1922)
- La dottrina della Redenzione di S. Bonaventura (1922, è la tesi in teologia discussa nel 1915)
- In cammino (1923)
- Formazione liturgica (1923)
- L'opposizione polare (1925)
- Matrimonio e verginità (1926, contributi del 1925)
- Formazione liturgica (1927)
- Lettere dal lago di Como (1927, il nucleo di quest'opera, dal titolo Lettere dall'Italia, è stato pubblicato nel 1924)
- In gloriam sanctorum. Testi liturgici (1928)
- Il bene, la coscienza, il raccoglimento (1929, parziale rielaborazione di tre contributi del 1928)
- Il mondo religioso di Dostoevskij (1932, la maggior parte dell'opera comparve suddivisa in diversi articoli l'anno precedente)
- La preghiera del Signore (1932)
- Volontà e verità (1933)
- Esperienza religiosa e fede (1934)
- Cosa distingue ciò che è cristiano. Saggi 1923-1935 (1935)
- La conversione di S. Agostino (1935)
- Pascal (1935)
- Vita di fede (1935)
- L'immagine di Gesù Cristo nel Nuovo Testamento (1936)
- L'angelo nella Divina Commedia di Dante. Studi danteschi 1 (1937)
- Il Signore. Meditazioni sulla persona e la vita di Gesù Cristo (1937). L'opera più nota di Guardini, circolante già in due parti dattiloscritte rispettivamente nel 1933 e 1936
- L'essenza del cristianesimo (1938, saggio del 1929)
- Mondo e persona (1939)
- Hölderlin. Immagine del mondo e religiosità (1939)
- Il testamento di Gesù. Pensieri sulla Santa Messa (1939)
- Le cose ultime. La dottrina cristiana sulla morte, il giudizio, la resurrezione e la vita eterna (1940)
- La Rivelazione. Forma e contenuto (1940)
- Il Rosario di Nostra Signora (1940)
- L'immagine di Cristo negli scritti di S. Paolo (1940, opera che confluirà nel 1961 come prima parte di un unico volume comprendente l'opera gemella dedicata all'immagine del Cristo in S. Giovanni)
- Rilke. Il senso dell'esserci: interpretazione delle elegie duinesi (1941)
- La morte di Socrate. Interpretazione dei dialoghi platonici Eutifrone, Apologia, Critone e Fedone (1943)
- Scuola di preghiera (1943)
- L'inizio. Commento ai primi cinque capitoli delle Confessioni di S. Agostino (1944)
- Conoscenza della fede (1944)
- La Rosa bianca (1945)
- Hölderlin e il paesaggio (1946)
- Il Salvatore. Nel mito, nella Rivelazione, nella politica (1946)
- Il significato dell'opera d'arte (1947)
- L'anno del Signore. Un libro per la meditazione (1949, sebbene riporti l'imprimatur del 1947 e circolasse in forma dattiloscritta nel 1946)
- Tre interpretazioni scritturistiche (1949)
- Ritratto della malinconia (1949, saggio del 1928)
- La fine dell'epoca moderna (1950)
- Il potere (1951)
- San Francesco (1951, due contributi del 1927)
- Fondamenti della teoria pedagogica (1953, saggio del 1928)
- Le età della vita (1953)
- visione cattolica del mondo (1953, saggio del 1923)
- Verità e ordine (1956-59). Una cospicua raccolta di omelie universitarie
- Religione e Rivelazione (1958)
- Paesaggio dell'eternità (1958). Silloge di saggi danteschi
- Miracoli e segni (1959)
- Virtù (1963)
- Omelie sull'anno liturgico (1963)
- Elementi fondamentali nella teologia di S. Bonaventura (1964. È la tesi di abilitazione composta nel 1922)
- La Chiesa del Signore (1965)

Le principali opere postume sono: L'uomo (1939); Etica (1950-62); L'esistenza del cristiano (vari saggi 1954-64).

## Opere edite in italiano
- Accettare se stessi, Morcelliana, 1992
- Ansia per l'uomo, Morcelliana
- Appunti per un'autobiografia, Morcelliana
- Cercare il volto di Dio giorno per giorno. Breviario, Morcelliana, 2009
- Contemplazione sotto alberi, Morcelliana, 2002
- Dante, Morcelliana, 1999
- Diario. Appunti e testi dal '42 al '64, Morcelliana
- Dostoevskij. Il mondo religioso, Morcelliana 1995
- Elogio del libro, Morcelliana, 1993
- Europa. Compito e destino, Morcelliana, 2004
- Fede, Religione, Esperienza. Saggi teologici, Morcelliana, 1995
- Gesù Cristo. La sua figura negli scritti di Paolo e di Giovanni, Vita e Pensiero, 1999
- Hölderlin e il paesaggio, Morcelliana, 2006
- Il diritto alla vita prima della nascita, Morcelliana, 2005
- Il messaggio di San Giovanni, Morcelliana
- Il rosario della Madonna, Morcelliana, 1994
- Il senso della Chiesa, Morcelliana, 2007
- Il Padre Nostro. La preghiera del Signore, Morcelliana 2009
- Il Signore, Vita e Pensiero, 1955 (ultima ed. 2005)
- Il testamento di Gesù, Vita e Pensiero, 1993
- Introduzione alla preghiera, Morcelliana, 2009
- La coscienza, Morcelliana
- la coscienza, il bene, il raccoglimento, Morcelliana, 2009
- La figura di Gesù Cristo nel Nuovo Testamento, Morcelliana, 2000
- La Madre del Signore. Una lettera, Morcelliana, 1997
- L'angelo. Cinque meditazioni, Morcelliana, 1994
- La Notte Santa. Dall'Avvento all'Epifania, Morcelliana, 1994
- La Pasqua. Meditazioni, Morcelliana, 1995
- La realtà della Chiesa, Morcelliana
- La realtà umana del Signore, Morcelliana
- La Via Crucis del nostro Signore e Salvatore, Queriniana, 1976, 2006
- La visione cattolica del mondo, Morcelliana, 1994
- La vita della fede, Morcelliana, 2008
- Le cose ultime. La dottrina cristiana sulla morte, la purificazione dopo la morte, la resurrezione, il giudizio e l'eternità, Vita e Pensiero, 1997
- L'esistenza e la fede, Morcelliana
- Le età della vita. Loro significato educativo e morale, Vita e Pensiero, 2003
- Lettere dal lago di Como. La tecnica e l'uomo, Morcelliana, 1993
- Lettere sull'autoformazione, Morcelliana
- Libertà, grazia, destino, Morcelliana, 2000
- Linguaggio - Poesia - Interpretazione, Morcelliana, 2000
- L'opera d'arte, Morcelliana, 1998
- Natura - Cultura - Cristianesimo, Morcelliana
- Parabole, Morcelliana, 1996
- Pascal, Morcelliana, 1992
- Pensatori religiosi, Morcelliana, 2001
- Persona e personalità, Morcelliana, 2006
- Preghiera e verità. Meditazioni sul Padre Nostro, Morcelliana, 2003
- Preghiere, Morcelliana
- Preghiere teologiche, Morcelliana, 2000
- Realtà della Chiesa, Morcelliana, 2004
- Ritratto della malinconia, Morcelliana, 1990
- Sacra Scrittura e scienza della fede, Piemme, 1996
- San Francesco, Morcelliana, 2005
- Sapienza dei Salmi, Morcelliana
- Sul limite della vita. Lettere teologiche a un amico, Vita e Pensiero, 1994
- Tre interpretazioni scritturistiche, Morcelliana
- Tre scritti sull'università, Morcelliana, 1999
- Una morale per la vita, Morcelliana, 2009
- Virtù, Morcelliana
- Virtù. Temi e prospettive della vita morale, Morcelliana, 1997
- Volontà e verità. Esercizi spirituali, Morcelliana, 1997
- Volontà e verità, Morcelliana, 2000
- La Divina Commedia di Dante. I principali concetti filosofici e religiosi, Morcelliana, 2012
- Testimoniare la fede. Omelie giovanili (1915-1916), Morcelliana, Brescia, 2017